# Emanuele Giaccherini
Emanuele Giaccherini (Talla, Provincia de Arezzo, Italia, 5 de mayo de 1985) es un exfutbolista italiano. Jugaba de centrocampista y su último equipo fue el A. C. Chievo Verona de Italia.

## Trayectoria
Giaccherini inició su carrera como futbolista en el equipo juvenil del A. C. Cesena. En 2004, fue cedido en préstamo al Forlì durante una temporada. En los años siguientes nuevamente fue cedido en préstamo a los equipos Bellaria Igea Marina y Pavia con los que jugó en la Serie C2. En la temporada 2008-09 regresó al Cesena donde permaneció durante tres temporadas y con el cual marcó 19 goles en 97 encuentros.
El 25 de agosto de 2011, fue transferido a la Juventus F. C. que adquirió la mitad de su pase por 3 millones de euros. En junio de 2012, el club bianconero compró la otra mitad de la ficha de Giaccherini por 4,25 millones de euros. El 16 de mayo de 2013, fue fichado por el Sunderland de Inglaterra por 7,5 millones de euros. En 2015, el club inglés lo cedió al Bologna, donde se quedó una temporada. En julio de 2016 fichó por el Napoli; permaneció un año y medio sin encontrar espacio en los onces iniciales del equipo azzurro, hasta que en enero de 2018 pasó al Chievo Verona, donde se retiró en el verano del 2021.

## Selección nacional
Ha sido internacional con la selección de fútbol de Italia en 29 ocasiones y ha marcado 4 goles. Debutó el 10 de junio de 2012, en un encuentro ante la selección de España que finalizó con marcador de 1-1.

### Participaciones en Eurocopas
| Eurocopa      | Sede              | Resultado        |
| ------------- | ----------------- | ---------------- |
| Eurocopa 2012 | Polonia y Ucrania | Subcampeón       |
| Eurocopa 2016 | Francia           | Cuartos de final |

### Participaciones en Copas FIFA Confederaciones
| Copa                           | Sede   | Resultado     |
| ------------------------------ | ------ | ------------- |
| Copa FIFA Confederaciones 2013 | Brasil | Tercer puesto |

## Clubes
| Club                 | País       | Año       |
| -------------------- | ---------- | --------- |
| Forlì F. C.          | Italia     | 2004-2005 |
| Bellaria Igea Marina | Italia     | 2005-2007 |
| A. C. Pavia          | Italia     | 2007-2008 |
| A. C. Cesena         | Italia     | 2008-2011 |
| Juventus F. C.       | Italia     | 2011-2013 |
| Sunderland A. F. C.  | Inglaterra | 2013-2015 |
| Bologna F. C.        | Italia     | 2015-2016 |
| S. S. C. Napoli      | Italia     | 2016-2018 |
| A. C. Chievo Verona  | Italia     | 2018-2021 |

## Palmarés

### Campeonatos nacionales
| Título                   | Club           | País   | Año     |
| ------------------------ | -------------- | ------ | ------- |
| Lega Pro Prima Divisione | A. C. Cesena   | Italia | 2008–09 |
| Serie A                  | Juventus F. C. | Italia | 2011-12 |
| Supercopa de Italia      | Juventus F. C. | Italia | 2012    |
| Serie A                  | Juventus F. C. | Italia | 2012-13 |